# Nineta pomacea
Nineta pomacea is een insect uit de familie van de gaasvliegen (Chrysopidae), die tot de orde netvleugeligen (Neuroptera) behoort. 
Nineta pomacea is voor het eerst wetenschappelijk beschreven door Zakharenko in 1983.